# Olympische Sommerspiele 2024/Teilnehmer (Mauritius)
| Gelbes Symbol für Goldmedaillen mit stilisierten Olympischen Ringen | Graues Symbol für Silbermedaillen mit stilisierten Olympischen Ringen | Braundes Symbol für Bronzemedaillen mit stilisierten Olympischen Ringen |
| ------------------------------------------------------------------- | --------------------------------------------------------------------- | ----------------------------------------------------------------------- |
| —                                                                   | —                                                                     | —                                                                       |

Mauritius nahm an den Olympischen Spielen 2024 vom 26. Juli bis zum 11. August 2024 in Paris mit 13 Athleten (7 Männer, 6 Frauen) teil. Es war die insgesamt elfte Teilnahme an Olympischen Sommerspielen.

## Teilnehmer nach Sportarten

### Badminton
Über die Race-to-Paris-Rangliste konnten sich zwei mauritische Badmintonspieler für die Olympischen Spiele qualifizieren.
| Athleten      | Wettbewerb | Gruppenphase  | Gruppenphase      | Gruppenphase | Gruppenphase | Achtelfinale  | Achtelfinale  | Viertelfinale | Viertelfinale | Halbfinale    | Halbfinale    | Finale / Platz 3 | Finale / Platz 3 | Rang |
| Athleten      | Wettbewerb | Gegner        | Ergebnis          | Punkte       | Rang         | Gegner        | Ergebnis      | Gegner        | Ergebnis      | Gegner        | Ergebnis      | Gegner           | Ergebnis         | Rang |
| ------------- | ---------- | ------------- | ----------------- | ------------ | ------------ | ------------- | ------------- | ------------- | ------------- | ------------- | ------------- | ---------------- | ---------------- | ---- |
| Frauen        |            |               |                   |              |              |               |               |               |               |               |               |                  |                  |      |
| Kate Foo Kune | Einzel     | D. Yavarivafa | 2:0 (21:5, 21:11) | 1            | 2            | ausgeschieden | ausgeschieden | ausgeschieden | ausgeschieden | ausgeschieden | ausgeschieden | ausgeschieden    | ausgeschieden    | 14   |
| Kate Foo Kune | Einzel     | Yeo J. M.     | 0:2 (12:21, 6:21) | 1            | 2            | ausgeschieden | ausgeschieden | ausgeschieden | ausgeschieden | ausgeschieden | ausgeschieden | ausgeschieden    | ausgeschieden    | 14   |
| Männer        |            |               |                   |              |              |               |               |               |               |               |               |                  |                  |      |
| Georges Paul  | Einzel     | K. Koljonen   | RET               | 1            | 2            | ausgeschieden | ausgeschieden | ausgeschieden | ausgeschieden | ausgeschieden | ausgeschieden | ausgeschieden    | ausgeschieden    | 14   |
| Georges Paul  | Einzel     | K. Vitidsarn  | 0:2 (9:21, 12:21) | 1            | 2            | ausgeschieden | ausgeschieden | ausgeschieden | ausgeschieden | ausgeschieden | ausgeschieden | ausgeschieden    | ausgeschieden    | 14   |

### Judo
Über die IJF-Weltrangliste konnte sich ein Judoka aus Mauritius im Mittelgewicht der Männer qualifizieren.
| Athleten      | Wettbewerb       | 1. Runde        | 1. Runde | 2. Runde      | 2. Runde      | Achtelfinale  | Achtelfinale  | Viertelfinale | Viertelfinale | Halbfinale / Trostrunde | Halbfinale / Trostrunde | Finale / Platz 3 | Finale / Platz 3 | Rang |
| Athleten      | Wettbewerb       | Gegner          | Ergebnis | Gegner        | Ergebnis      | Gegner        | Ergebnis      | Gegner        | Ergebnis      | Gegner                  | Ergebnis                | Gegner           | Ergebnis         | Rang |
| ------------- | ---------------- | --------------- | -------- | ------------- | ------------- | ------------- | ------------- | ------------- | ------------- | ----------------------- | ----------------------- | ---------------- | ---------------- | ---- |
| Männer        |                  |                 |          |               |               |               |               |               |               |                         |                         |                  |                  |      |
| Rémi Feuillet | Klasse bis 90 kg | K.-K. Kaljulaid | 0:10     | ausgeschieden | ausgeschieden | ausgeschieden | ausgeschieden | ausgeschieden | ausgeschieden | ausgeschieden           | ausgeschieden           | ausgeschieden    | ausgeschieden    | 17   |

### Leichtathletik
Mit Marie Perrier konnte eine Athletin die Olympianormen des Weltverbandes im Marathon der Frauen erreichen.
Laufen und Gehen
| Athleten             | Wettbewerb | Qualifikationslauf | Qualifikationslauf | Vorlauf | Vorlauf | Halbfinale    | Halbfinale    | Finale        | Finale        | Rang          |
| Athleten             | Wettbewerb | Zeit               | Rang               | Zeit    | Rang    | Zeit          | Rang          | Zeit          | Rang          | Rang          |
| -------------------- | ---------- | ------------------ | ------------------ | ------- | ------- | ------------- | ------------- | ------------- | ------------- | ------------- |
| Frauen               |            |                    |                    |         |         |               |               |               |               |               |
| Marie Perrier        | Marathon   | —                  | —                  | —       | —       | —             | —             | 2:34:56 h     | 54            | 54            |
| Männer               |            |                    |                    |         |         |               |               |               |               |               |
| Gary Noa Jerrel Bibi | 100 m      | 10,27 s            | 1                  | 10,19 s | 6       | ausgeschieden | ausgeschieden | ausgeschieden | ausgeschieden | ausgeschieden |

### Radsport
Über die UCI-Straßen-Weltrangliste nach Nationen erhielt Mauritius einen Startplatz für das Straßenrennen der Frauen. Bei den Männern erhielt man zudem einen Quotenplatz über die Afrika-Meisterschaften 2023. Im Mountainbike der Frauen war man durch den vierten Platz von Aurélie Halbwachs bei den Afrika-Meisterschaften 2023 ebenfalls mit einer Athletin startberechtigt.

#### Straße
| Athleten                     | Wettbewerb    | Zeit | Rang |
| ---------------------------- | ------------- | ---- | ---- |
| Kimberley Le Court de Billot | Straßenrennen | DNF  | DNF  |
| Männer                       |               |      |      |
| Christopher Rougier-Lagane   | Straßenrennen | DNF  | DNF  |

#### Mountainbike
| Athleten          | Wettbewerb    | Zeit | Rang |
| ----------------- | ------------- | ---- | ---- |
| Frauen            |               |      |      |
| Aurélie Halbwachs | Cross-Country | DNF  | DNF  |

### Schwimmen
| Athleten        | Wettbewerb     | Vorlauf     | Vorlauf | Halbfinale    | Halbfinale    | Finale        | Finale        | Rang |
| Athleten        | Wettbewerb     | Zeit        | Rang    | Zeit          | Rang          | Zeit          | Rang          | Rang |
| --------------- | -------------- | ----------- | ------- | ------------- | ------------- | ------------- | ------------- | ---- |
| Frauen          |                |             |         |               |               |               |               |      |
| Anishta Teeluck | 200 m Rücken   | 2:18,67 min | 27      | ausgeschieden | ausgeschieden | ausgeschieden | ausgeschieden | 27   |
| Männer          |                |             |         |               |               |               |               |      |
| Ovesh Purahoo   | 100 m Freistil | 52,22 s     | 60      | ausgeschieden | ausgeschieden | ausgeschieden | ausgeschieden | 60   |

### Segeln
Beim afrikanischen Qualifikationsevent in der Soma Bay konnte Mauritius je einen Startplatz in den beiden Formula Kite Wettbewerben gewinnen.
| Athleten         | Wettbewerb   | Qualifikation | Qualifikation | Medal Race    | Medal Race    | Punkte | Rang |
| Athleten         | Wettbewerb   | Punkte        | Rang          | Punkte        | Rang          | Punkte | Rang |
| ---------------- | ------------ | ------------- | ------------- | ------------- | ------------- | ------ | ---- |
| Frauen           |              |               |               |               |               |        |      |
| Julie Paturau    | Formula Kite | 94            | 20            | ausgeschieden | ausgeschieden | 94     | 20   |
| Männer           |              |               |               |               |               |        |      |
| Jean de Falbaire | Formula Kite | 78            | 19            | ausgeschieden | ausgeschieden | 78     | 19   |

### Triathlon
| Athleten      | Wettbewerb | Zeit | Rang |
| ------------- | ---------- | ---- | ---- |
| Männer        |            |      |      |
| Jean L'Entete | Einzel     | LAP  | LAP  |